# Asmea akrikensis
Espèce
Asmea akrikensis est une espèce d'araignées aranéomorphes de la famille des Stiphidiidae.

## Distribution
Cette espèce est endémique de la province ouest en Papouasie-Nouvelle-Guinée,. Elle se rencontre vers Tabubil à 1 625 m d'altitude sur le versant sud-est du mont Akrik.

## Description
Le mâle holotype mesure 6,73 mm.

## Étymologie
Son nom d'espèce, composé de akrik et du suffixe latin -ensis, « qui vit dans, qui habite », lui a été donné en référence au lieu de sa découverte, le mont Akrik.

## Publication originale
- Gray & Smith, 2008 : A new subfamily of spiders with grate-shaped tapeta from Australia and Papua New Guinea (Araneae: Stiphidiidae: Borralinae). Records of the Australian Museum, vol. 60, p. 13-44 (texte intégral).